# Albán (Nariño)
Pour les articles homonymes, voir Albán.
Albán est une municipalité située dans le département de Nariño en Colombie.

## Histoire
Le nom est un hommage au général colombien Carlos Albán (1844-1902).